# Памятник В. В. Вересаеву
Памятник В. В. Вересаеву — памятник в Туле русскому писателю В. В. Вересаеву (1867—1945), который родился в городе и провёл здесь свои юношеские годы.
Расположен на ул. Первомайской перед входом в ЦПКиО им. П. П. Белоусова.
Установлен 28 апреля 1958 года по постановлению СНК СССР «В целях увековечения памяти писателя Викентия Викентьевича Вересаева».
Архитекторы — Е. И. Кутырев и Г. И. Гаврилов, скульпторы — А. С. Рабин и Т. Р. Полякова. По словам скульптора А. С. Рабина, авторы памятника стремились воплотить в нём то, о чем в одном из писем к Вересаеву говорил Горький: «…Всей душой чувствую душу Вашу — прямую, свято-честную, смелую».

На высоком гранитном постаменте установлена выполненная из бронзы четырёхметровая фигура писателя. Писатель изображён в полный рост, с записной книжкой и карандашом в руках. В спокойной позе, в ниспадающем с плеч плаще, писатель задумчиво смотрит на родной город вдоль убегающей вниз улицы и, кажется, готов записать мысль, внезапно пришедшую в голову… — Н. А. Милонов, известный тульский краевед и литературовед
Скульптура поставлена так, что писатель смотрит вдоль улицы на расположенный в 500 метрах дом, где он родился, — ныне Дом-музей В. В. Вересаева.
С 1960 года является памятником искусства, относится к охраняемым объектом культурного наследия федерального значения.
3 июня, по сложившейся традиции, к памятнику возлагаются цветы.